# Клаус Чичер
Клаус Чичер (Ругел, 8. јул 1967) је бивши председник Владе Лихтенштајна. Такође је био министар економије, правде и спорта. Чичер је члан Родољубног савеза (Vaterländische Union).
Чичер је завршио гимназију у Вадуцу а затим је студирао у Швајцарској на Универзитету у Сент Галену од 1987. године до 1993. године. Ту је и докторирао 1996. године. Од 1993. године до 1995. године је био асистент професора на Универзитету у Сент Галену. Од септембра 1995. године био је директор правне службе пореске управе Лихтенштајна а од јануара 1996. године заменик директора. Од 2002. године до 2004. године у Цириху се специјализовао на теми „Међународно пословно право“. У Влади Отмара Хаслера био је заменик премијера од 2005. године до 2009. године.
Од 25. марта 2009. године је премијер Лихтенштајна и вођа своје странке.
Ожењен је и отац двоје деце. Живи у Ругелу.